# Hypocala guttiventris
Hypocala guttiventris là một loài bướm đêm trong họ Noctuidae.

## Hình ảnh

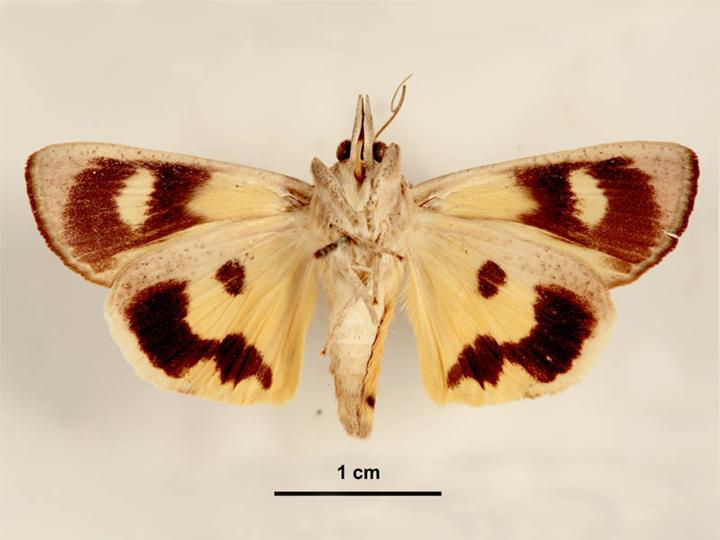
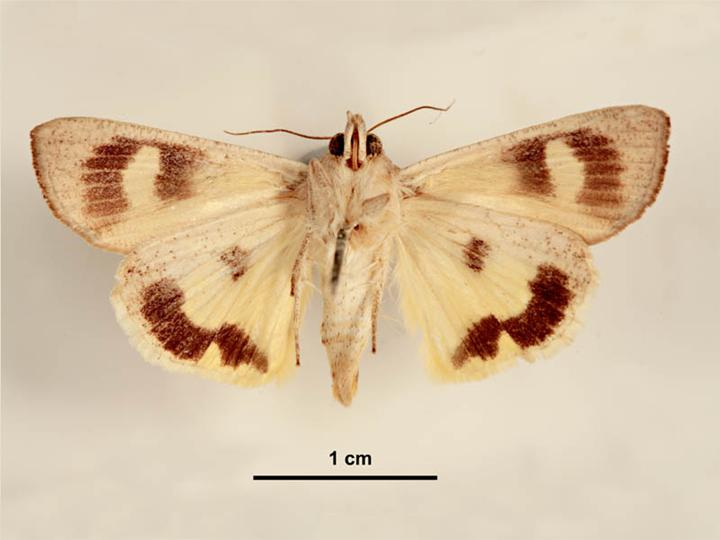